# كارولين سانتوس
كارولين سانتوس هي لاعبة تايكوندو برازيلية، ولدت في 6 فبراير 1996.

## وصلات خارجية
- كارولين سانتوس على موقع TaekwondoData.com (الإنجليزية)